# Derecho a la salud

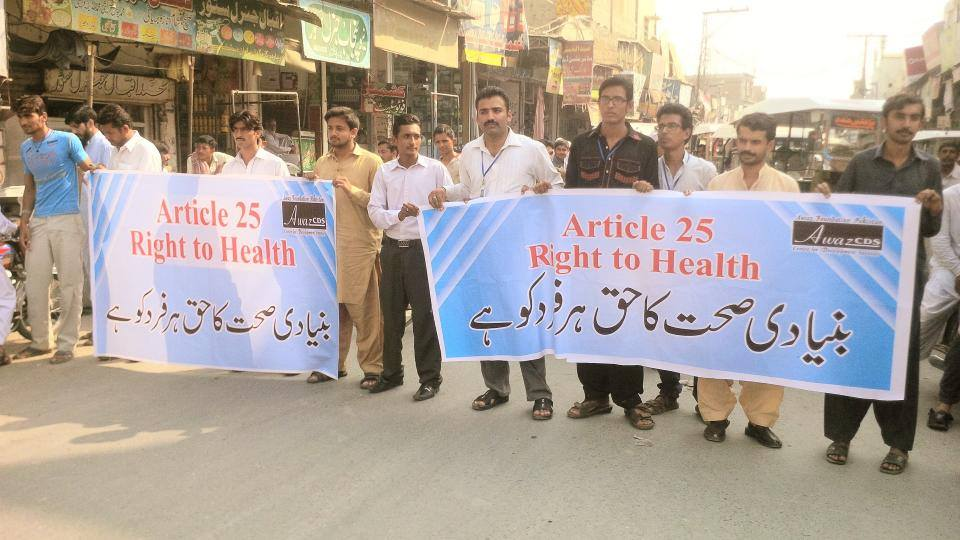
Manifestantes por el derecho a la salud en Pakistán

El derecho a la salud es el derecho económico, social y cultural a un nivel mínimo universal de salud al que tienen derecho todas las personas. El concepto de derecho a la salud se ha enumerado en acuerdos internacionales como la Declaración Universal de Derechos Humanos, el Pacto Internacional de Derechos Económicos, Sociales y Culturales y la Convención sobre los Derechos de las Personas con Discapacidad. Existe un debate sobre la interpretación y la aplicación del derecho a la salud debido a consideraciones como la definición de la salud, los derechos mínimos que abarca el derecho a la salud y las instituciones responsables de garantizar a las personas del país el derecho a la salud.

## Definición

### Constitución de la Organización Mundial de la Salud (1946)

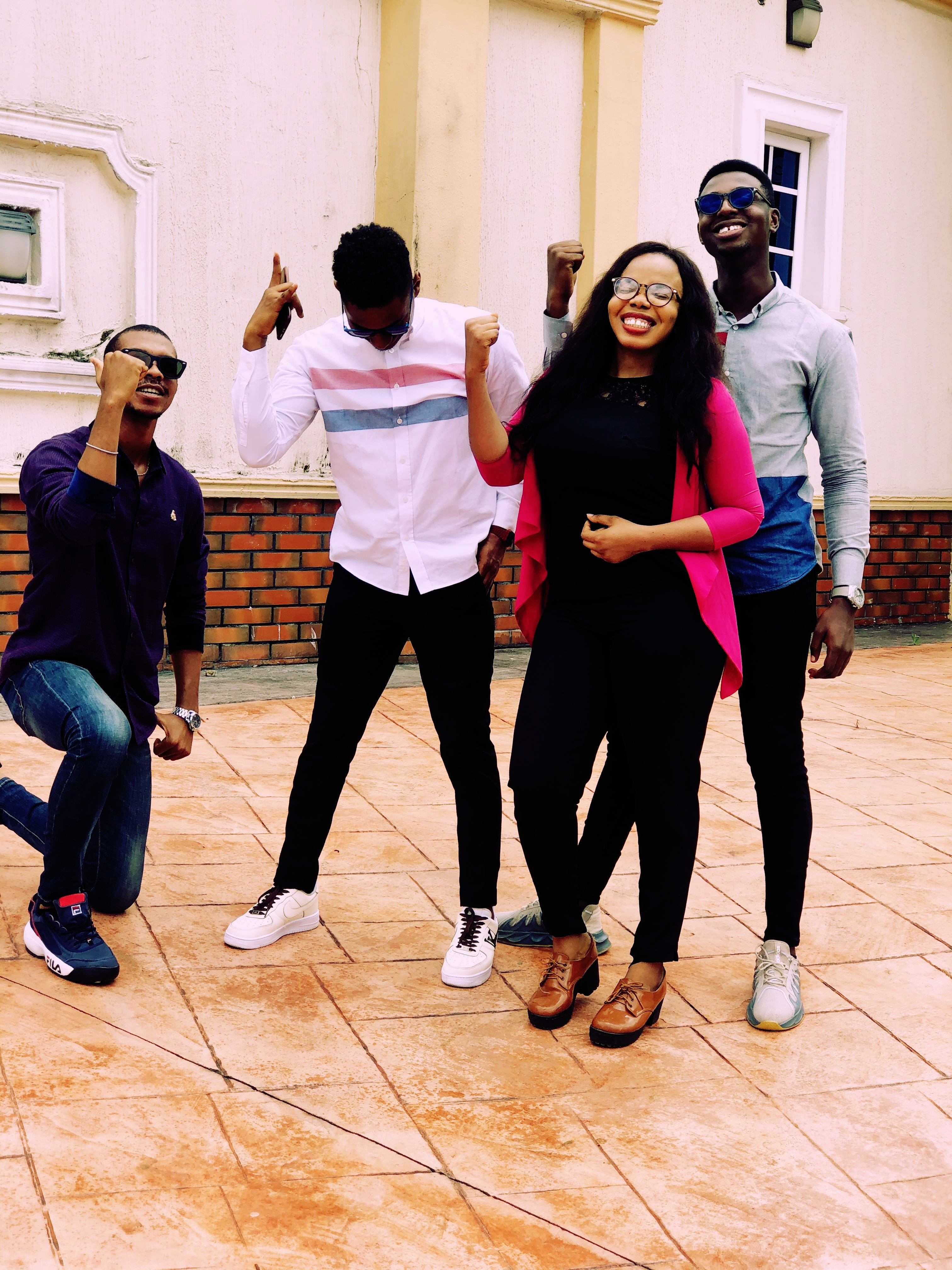

El  preámbulo de la Organización Mundial de la Salud de 1946 (OMS) define la salud en sentido amplio como "un estado de completo bienestar físico, mental y social, y no solamente la ausencia de afecciones o enfermedades"." La Constitución define el derecho a la salud como "el disfrute del más alto nivel posible de salud", y enumera algunos principios de este derecho como el desarrollo saludable del niño; la difusión equitativa de los conocimientos médicos y sus beneficios; y las medidas sociales proporcionadas por el gobierno para garantizar una salud adecuada.
Frank P. Grad atribuye a la Constitución de la OMS "la reivindicación de todo el ámbito de la salud pública internacional contemporánea", estableciendo el derecho a la salud como un "derecho fundamental, derechos humanos inalienables" que los gobiernos no pueden restringir y que, por el contrario, están obligados a proteger y defender. La Constitución de la OMS, en particular, marca la primera demarcación formal de un derecho a la salud en el derecho internacional.

### Declaración Universal de los Derechos Humanos (1948)

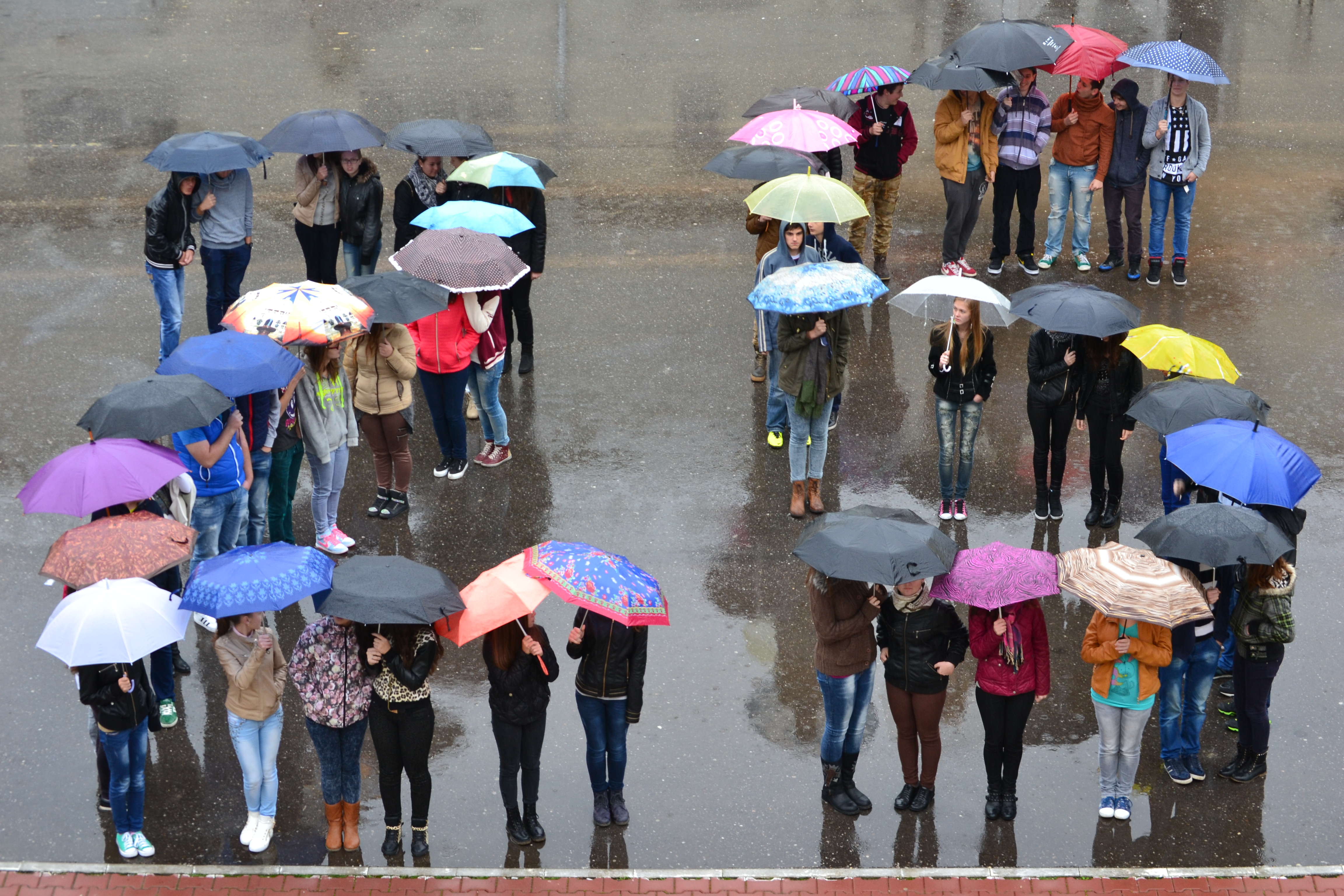
Activistas rumanos crean un "25" con paraguas, en referencia al artículo n.º 25 de la Declaración Universal de Derechos Humanos de las Naciones Unidas.

El artículo 25 de la Declaración Universal de Derechos Humanos de 1948 establece que "Toda persona tiene derecho a un nivel de vida adecuado que le asegure, así como a su familia, la salud y el bienestar, y en especial la alimentación, el vestido, la vivienda, la asistencia médica y los servicios sociales necesarios." La Declaración Universal hace consideraciones adicionales sobre la seguridad en caso de debilitamiento físico o discapacidad, y hace una mención especial a la atención prestada a quienes se encuentran en la maternidad o la infancia.
La Declaración Universal de los Derechos Humanos se destaca como la primera declaración internacional de derechos humanos fundamentales, tanto de libertades como de derechos. La Alta Comisionada de las Naciones Unidas para los Derechos Humanos Navanethem Pillay escribe que la Declaración Universal de los Derechos Humanos "consagra una visión que exige tomar todos los derechos humanos -civiles, políticos, económicos, sociales o culturales- como un todo indivisible y orgánico, inseparable e interdependiente. " Asimismo, Gruskin et al. sostienen que la naturaleza interrelacionada de los derechos expresados en la Declaración Universal establece una "responsabilidad [que] se extiende más allá de la provisión de servicios esenciales de salud para abordar los determinantes de la salud como, la provisión de educación adecuada, vivienda, alimentación y condiciones de trabajo favorables", afirmando además que estas disposiciones "son derechos humanos en sí mismas y son necesarias para la salud. "

### Convención Internacional sobre la Eliminación de todas las Formas de Discriminación Racial (1965)
La salud se aborda brevemente en la Convención Internacional sobre la Eliminación de todas las Formas de Discriminación Racial de las Naciones Unidas, que se adoptó en 1965 y entró en vigor en 1969. La Convención insta a los Estados a "Prohibir y eliminar la discriminación racial en todas sus formas y a garantizar el derecho de toda persona, sin distinción de raza, color y origen nacional o étnico, a la igualdad ante la ley", y hace referencia en esta disposición al "Derecho a la salud pública, a la asistencia médica, a la seguridad social y a los servicios sociales. "

### Pacto Internacional de Derechos Económicos, Sociales y Culturales (1966)

Estados Partes y signatarios del Pacto Internacional de Derechos Económicos, Sociales y Culturales. Partes y signatarios del PIDESC
firmado y ratificado
firmado pero no ratificado
ni firmado ni ratificado

Las Naciones Unidas definen además el derecho a la salud en el artículo 12 del Pacto Internacional de Derechos Económicos, Sociales y Culturales de 1966, que establece:

Los Estados Partes en el presente Pacto reconocen el derecho de toda persona al disfrute del más alto nivel posible de salud física y mental. Entre las medidas que deberán adoptar los Estados Partes en el presente Pacto para asegurar la plena efectividad de este derecho, figurarán las necesarias para:
La reducción de la tasa de mortinatalidad y de la mortalidad infantil y para el sano desarrollo del niño;
La mejora de todos los aspectos de la higiene ambiental e industrial;
La prevención, el tratamiento y la lucha contra las enfermedades  epidémicas, endémicas, ocupacionales y otras;
La creación de condiciones que aseguren a la todos los servicios médicos y la atención médica en caso de enfermedad.